# Бакін Борис Володимирович
Борис Володимирович Бакін (нар. 10 червня 1913, місто Вологда — 30 червня 1992, місто Москва) — радянський державний діяч, міністр монтажних і спеціальних будівельних робіт СРСР з 1975 по 1989 рік. Член ЦК КПРС у 1976—1990 роках. Депутат Ради Союзу Верховної Ради СРСР 9—11-го скликань (у 1977—1989 роках). Герой Соціалістичної Праці (6.06.1975).

## Біографія
Народився в родині службовця. У 1929 році закінчив школу 2-го ступеня із електромеханічним ухилом.
У 1930 році переїхав до міста Магнітогорська на будівництво Магнітогорського металургійного комбінату. Трудовий шлях розпочав у 1930 році електромонтером в Магнітогорській конторі Всесоюзного тресту «Електромонтаж» Народного комісаріату важкої промисловості СРСР. З 1933 по 1936 рік працював старшим монтером, майстром і виконробом тресту «Електромонтаж» у Магнітогорську.
З квітня 1936 по квітень 1938 року служив у лавах Червоної армії на Далекому Сході, в інженерно-будівельних частинах міста Спаськ-Дальній. Був комсоргом військового підрозділу.
З квітня 1938 року, повернувшись до Магнітогорська, працював виконробом, начальником дільниці особливого монтажного управління «Уралсибелектромонтаж» у місті Магнітогорську.
Член ВКП(б) з 1941 року.
У 1943—1944 роках — виконувач обов'язків начальника Нижньо-Тагільського монтажного управління № 21 «Уралсибелектромонтаж». У 1944—1950 роках — начальник особливого монтажного управління № 18 державного Урало-Сибірського тресту по електрифікації промислових підприємств «Уралелектромонтаж» Народного комісаріату (Міністерства) будівництва СРСР у містах Нижньому Тагілі і Челябінську. У 1950—1952 роках — уповноважений міністра — начальник об'єднаного монтажного управління Міністерства будівництва підприємств важкої індустрії СРСР у місті Челябінську.
У 1952—1961 роках — начальник монтажного управління тресту «Центроелектромонтаж» Міністерства будівництва РРФСР.
У 1959 році закінчив Всесоюзний заочний енергетичний інститут, інженер-електромеханік.
У 1961—1967 роках — керуючий тресту «Спецелектромонтаж» Міністерства монтажних і спеціальних будівельних робіт СРСР.
У травні 1967 — травні 1975 року — заступник міністра монтажних і спеціальних будівельних робіт СРСР.
22 травня 1975 — 7 червня 1989 року — міністр монтажних і спеціальних будівельних робіт СРСР. 
З червня 1989 року — персональний пенсіонер союзного значення у Москві. Похований на Новодівочому кладовищі Москви. 

## Нагороди та звання
- Герой Соціалістичної Праці (6.06.1975)
- п'ять орденів Леніна (29.10.1949, 17.06.1961, 29.07.1966, 6.06.1975, 9.06.1983)
- орден Жовтневої Революції (19.03.1981)
- орден Трудового Червоного Прапора (20.04.1956)
- два ордени «Знак Пошани» (10.04.1943, 25.07.1958)
- медалі
- Заслужений будівельник РРФСР (7.06.1972)
- Лауреат Сталінської премії ІІ ст. за видатні винаходи і корінні удосконалення методів виробничої роботи (1951)
- Лауреат Державної премії СРСР в галузі науки і техніки (4.11.1969)
- Лауреат Ленінської премії в галузі науки і техніки (2.10.1985)